# Щёлоков, Юрий Владимирович
Юрий Владимирович Щёлоков (родился 1 сентября 1987, Ленинград, СССР) — российский гребец.

## Биография
Начал карьеру в 2007 году. Выступает за Санкт-Петербург и Новгородскую область. Многократный победитель Чемпионатов России.
На Чемпионате Мира 2009 года в гонке лёгких двоек занял 17-е место. На Чемпионате Мира 2018 года занял 3-е место
На Чемпионатах Европы 2011, 2012 и 2013 годов показал 11-й результат. В 2018 году занял 4-е место.